# 印度人權
尽管印度是世界上最大的世俗民主共和国，但由于该国幅员辽阔、人口众多、普遍贫困、缺乏适当的教育以及多元的文化，印度的人权问题十分复杂。印度宪法规定了人民的基本权利，其中包括宗教自由。条款还规定了言论自由、行政和司法分离以及国内外的遷徙自由。该国还有独立的司法机构以及调查人权问题的机构。 
人权观察2016年的报告承認了上述措施，但指出印度還是存在严重的人权问题。印度的民间社会团体面临骚扰，政府批评者面临恐吓和诉讼，言论自由受到国家和利益集团的攻击。穆斯林和基督教少数群体指责当局在保護他們的權利做得不夠。至今公职人员和安全部队可以因法律免于被起诉滥用职权。 

## 事件年表
| 1950年      | 印度建立了民主共和国，印度宪法保障其公民擁有特定權利。宪法第3部分包含一项可由最高和高等法院强制执行的基本权利法案（Bill of Fundamental Rights），它还为以前在教育、就业和民意代表方面处于不利地位的群體提供保障名額。          |
| 1952年      | 犯罪部族法（Criminal Tribes Act）被政府废除，過去英國政府列出的"罪犯部落"不再被列為罪犯，但政府後來又頒佈了經常性違法者法案（Habitual Offender's Act，1952年）。                                                               |
| 1955年      | 印度教徒的家庭法改革，印度妇女獲得更多权利。 贱民犯罪法（Untouchability offenses Act，1955年）。 |
| 1958年      | 1958年武装部队特别权力法（Armed Forces (Special Powers) Act） |
| 1973年      | 印度最高法院在凱薩瓦南達·巴拉蒂案中的裁定為印度憲法的闡釋立下里程碑，宪法的基本结构（包括许多基本权利）不得因宪法修正案而改变。                                                                                                |
| 1975-1977   | 印度进入紧急状态，发生多起侵犯人权行为。 |
| 1978年      | Menaka Gandhi對印度政府的訴訟案中，最高法院裁決，即使在紧急情况下，也不能中止宪法第21条规定的生命权。 |
| 1978年      | 查谟與克什米尔公共安全法（Jammu and Kashmir Public Safety Act，1978年） |
| 1984年      | 蓝星行动和随后的1984年反锡克骚乱（anti-Sikh riots） |
| 1984年      | 2006年旁遮普邦警方非法（強迫）失踪案 |
| 1985-1986   | 最高法院承认穆斯林妇女在离婚时有权获得赡养费的沙阿巴诺案引发了穆斯林神职人员抗议。为了使最高法院的决定无效，拉吉夫·甘地政府颁布了1986年穆斯林妇女离婚权利保护法（Muslim Women (Protection of Rights on Divorce) Act 1986）。   |
| 1987年      | 密拉特暴亂期間發生Hashimpura大屠杀。 |
| 1989年      | 1989年通过了在册种姓和在册部落防止暴行法（Scheduled Caste and Scheduled Tribe (Prevention of Atrocities) Act）。 |
| 1989 年至今 | 克什米尔叛乱中克什米尔班智達發動了种族清洗、亵渎印度教寺庙、杀害印度教與锡克教徒以及绑架外国游客和政府官员。 （参见：克什米尔印度教徒的种族清洗）                                                                              |
| 1992年      | 一项宪法修正案将地方自治政府（Panchayati Raj）确立为第三级治理（相當於村的等級），其中三分之一的席位保留给妇女，还为特定的种姓和部落提供了保障名額。                                                                           |
| 1992年      | 巴布里清真寺在一場政治集會失控之後被拆除。 |
| 1993年      | 根据《人权保护法》（Protection of Human Rights Act）设立了印度国家人权委员会。 |
| 2001年      | 最高法院通过了广泛的命令来落实食物权。 |
| 2002年      | 2002年古吉拉特邦骚乱夺去了至少一千名穆斯林和印度教徒的生命。 |
| 2005年      | 《信息权法》（Right to Information Act, 2005） 通過，印度公民可以詢問政府当局掌握的資訊。 |
| 2005年      | 《全国农村就业保障法》（NREGA）保障普遍就业权。 |
| 2006年      | 最高法院下令进行警政改革，以应对印度警察糟糕的人权记录。 |
| 2009年      | 德里高等法院宣布《印度刑法》第 377 条违宪。該法條將一系列未明確列出的“非自然”性行为列为非法行为，包括雙方同意的同性性行為。此違憲案有效地使印度的同性恋关系合法化。 另见：印度LGBT權益。                                       |
| 2013年      | 人民院和聯邦院分别于2013年3月19日和2013年3月21日通过了《修订刑法》該法規規定了對印度刑法典（Indian Penal Code）、印度证据法（Indian Evidence Act）和1973年刑事诉讼法（Code of Criminal Procedure）的修订，涉及性犯罪相关法律。 |
| 2015年      | 黑錢（未公开的外国收入和资产）和征税法（Black Money (Undisclosed Foreign Income and Assets) and Imposition of Tax Act）由议会两院通过。该法案旨在遏制黑钱或未公开的外国资产和收入，并对此类收入征税和罚款。                    |

## 公民权
2021年，自由之家在其关于政治权利和公民自由的年度世界阿自由排名中将印度列为"部分自由"。 總部位於瑞典的V-Dem 研究所在2021年全球民主状况年度报告中将印度归类为“选举专制”，因为印度“民主的多个方面受到制約”，例如民间社会团体和言论自由。 

### 言论自由
印度宪法规定人民有“言论和表达自由的权利”（第 19(1) a 条），然而政府可以出于第(2)款“印度的主权和完整、国家安全、与外国的友好关系、公共秩序、维护体面、维护道德、关于藐视法庭、诽谤或煽动犯罪”限制該權利，例如《官方保密法案》（Official Secrets Act，1923）和《防止恐怖主义法》（Prevention of Terrorism Act, 2002，POTA）。
在印度剛獨立的前半个世纪，国家对媒体的控制是新闻自由的主要制约因素。随着1990年代开始自由化，私人媒體迅速发展，使得新聞的独立性增加，但政府也審查的更严格。Tehelka雜誌和新德里電視台等组织的報導影響了哈里亚纳邦首长韋諾德·夏馬的辞职。POTA于2004年被《非法活動防治法》（UAPA）修正案所取代，《官方保密法》則在2005年《知情权法》（right to information act）頒布后被废除。此外，近年來通過的《印度廣播公司法》（Prasar Bharati act，1990）等法律大大有助于减少政府对新闻界的控制。
无国界记者组织估计，2010年印度的新闻自由指数在全球排名第122位（低于2009年的第105位）。印度的新闻自由指数（0（最自由）～105（最不自由））在2010年为38.75（2009年为29.33）。   2014年，印度在全球排名下降至第140位（40.34分），但它仍然是该地区得分最高的国家之一。 

## 公權力暴力

### 警方
亚洲人权中心估计，从2002年到2008年，每天有超过四人在被警察拘留期间死亡，其中数百人是由于警察使用酷刑造成的。 根据旁遮普省惩教管理研究所（Institute of Correctional Administration）撰写的一份报告，该国多达50%的警察曾对囚犯进行身体或精神虐待。 西孟加拉邦也记录了虐待的实例，例如缺乏卫生设施、空间或水。 
国际人权組織全国反酷刑运动（NCAT）的一份报告显示，2019年印度记录在押期间死亡人数多达1,731人，受害者大多為弱势社群、賤民階級（Dalits）、穆斯林和阿迪瓦西人。在截至2019～2020年的八年中，国家人权委员会（NHRC）每年报告的司法拘留死亡人数超过1,500人，比較截至2019～2020年的十年期間，国家人权委员会平均每年报告139起警察拘留案件和1,576起司法拘留案件。人权组织要求印度政府废除有疑慮的《公共安全法》，因为根據該法，在没有法院命令的情况下，被拘留者最多可被行政拘留两年。

### 軍方
《武装部队特别权力法》（AFSPA）授予军方广泛的逮捕权、處決权以及在平叛行动中占领或摧毁财产的权力。印度官员声称，军队需要这样的权力，因为在国家安全受到武装战斗人员的严重威胁时需要采取非常措施。

### 犯罪調查
诸如“麻醉分析”（受控麻醉）、大脑映射和测谎仪等不科學的測謊方式曾经廣泛被印度法院承認。很久以前就有人提出过对进行欺骗检测测试（DDT）时侵犯人权的担忧。印度国家人权委员会于2000年发布了测谎测试管理指南，然而一般認為只有少数调查机构會遵循这些指导方针。 
2010年5月5日，印度最高法院（Smt. Selvi對卡纳塔克邦案）宣布不承認通過強制手段獲得的測試結果、依法保障沉默權以及採納在自愿管理的测试结果的帮助下发现的任何信息或材料  。
调查不充分與草率判决导致了一些冤獄。例如2009年9月，孟买高等法院于要求马哈拉施特拉邦政府賠償一名男子，這名男子因未犯下的罪行而在监狱中度过了10年以上。 

## 宗教與國族問題

### 宗教暴力
自印度独立以来，當地宗教团体之间的冲突（主要是印度教徒和穆斯林之间）非常普遍。印度教徒/锡克教徒和穆斯林在印巴分治期间发生了暴動，許多人在大规模暴力中丧生。
為期四天的反锡克教暴动中，锡克教徒在印度遭到屠杀，据估计死亡人數超过2,000人，後續各种委员会（由政府和公民社會任命）调查发现英迪拉·甘地的国大党是同谋。 其他宗教暴力事件包括1987年密拉特骚乱期间的哈希姆普拉大屠杀，据称19名省级武装警察射杀了42名穆斯林青年，并将他们的尸体丟棄在附近的灌溉渠中。1992年發生孟买骚乱。
2002年古吉拉特邦骚乱中發生多起殺害、強暴、搶劫的暴力事件，甚至有兒童被燒死。官方數據顯示1,044人死亡、223人失踪和2,500人受伤 ，而非官方消息来源則估计多达2,000人死亡。据信引爆點是戈德拉火車焚燒事件（59名從阿約提亞返回的印度教朝聖者被穆斯林暴徒縱火炸死），許多媒體公開呼籲印度教徒為戈德拉事件復仇，甚至捏造假新聞（例如巴基斯坦軍方與當地穆斯林密謀了戈德拉事件）。許多案例的受害者認為攻擊經過協調，穆斯林的企業和家庭被列出、印在印刷品上分送，警察袖手旁觀或甚至參與加害。針對當時古吉拉特邦首長，即後來的印度總理納倫德拉·莫迪的調查目前為無罪。
2020年德里骚乱导致约51人死亡，當時德里的印度人民黨政治家卡皮·米斯拉（Kapil Mishra）針對反公民身份法修正案的和平示威者所发出的威胁性言论和最后通牒，可能導致了這起事件。印度最高法院指责德里警方在德里骚乱期间沒有直接行動以制止暴亂，而是等待印度人民党领导的印度中央政府下达指令。
美国国际宗教自由委员会2020年的报告将印度列为特别关注国家。

### 移民衝突
尽管政府和警方努力调解这种情况，但诸如反比哈里情绪（Anti-Bihari sentiment）之类的冲突有时会升级为社群之间的暴力。

### 种姓问题
法律方面，印度獨立時在法律上廢除了種姓制度，並提供保障名額給弱勢種姓。国际特赦组织表示印度政府有责任全面制定和实施反对基于种姓和血统的歧视的法律规定。然而，曼达尔委员会及其配额制度一直存在爭議。
經濟方面，有些出身低種姓者變得富裕，但許多人仍然貧困。根據2014年的一份政府報告，農村33.8%與都市21.8%的在冊種姓（SC）人口仍然生活在貧窮線以下。有些達利特知識份子認為印度經濟自由化確實可以提高達利特人的生活水準，
但部分低種姓人士會敵視發展計畫為高種姓征服低種姓的工具，使某些低種姓官員貪腐程度嚴重上漲。
政治方面，当代印度已经看到种姓的影响开始下降，部分是由于教育普及，這使印度的政治制度更加民主。印度的政黨會爭取低種姓民眾的支持，因為他們人數較多。迪潘卡爾·古普塔（Dipankar Gupta）认为現在种姓雖然會在通婚等其他方面造成影響，但在選舉中的影響並不大，高種姓不佔優勢。

### 部落歧視
英國殖民時期，政府頒布了《犯罪部族法》，將數個被政府認定會經常犯罪的部落註冊為"罪犯部落"（Criminal Tribes），部落成員的人身自由受到限制。儘管該法已於1952年被政府廢除，並由《經常性違法者法案》（HOA）取而代之，但這些部落仍舊被繼續註冊列管，只是被改稱為"指定部落"（Denotified Tribes，簡稱DNTs）。現今，印度的指定部落還有其他總人口約６千萬的遊牧部落仍舊被社會污名，指定部落中許多人生活在貧窮線以下，被本應照顧弱勢族群的保障名額（如SC、ST或OBC）還有保留地申請拒之門外。印度国家人权委员会和联合国消除种族歧视委员会（CERD）要求政府改善相關法律。

## 地區性衝突

### 阿萨姆邦
阿萨姆邦仍然經常被印度點名為最侵犯人權的地區之一，由此產生的不滿以及獨立運動加劇情勢動盪。印度安全部隊常被指控侵犯人權，但沒有具體證據。自由之家2013年的報告表示，包含阿薩姆邦在內的農村和叛亂地區記者經常得面臨來自衝突雙方的壓力，因此非常脆弱。

### 旁遮普
从1984年到1994年，旁遮普邦陷入了激进的分离主义卡利斯坦运动与印度安全部队之间的权力斗争。印度政府于1984年发起了蓝星行动以应对不断升级的旁遮普叛乱，襲擊了阿姆利则的哈爾曼迪爾·薩希卜（金庙）建筑群——锡克教宗教和精神生活的中心。该行动导致数百名平民、武装分子和士兵死亡。事件发生后，锡克教保镖暗杀了英迪拉·甘地总理，暴力事件接踵而至。
此事件影響了後來十年。人权观察报告，印度国家安全部队采取了“越来越野蛮的方法来制止叛乱，包括任意逮捕、酷刑、未经审判的长期拘留、强迫失踪以及对平民和武装分子嫌疑人的立即处决”。激进组织的回应是增加针对平民、国家安全部队和被认为正在与政府谈判的锡克教政治領袖的暴力行为。 

### 查谟和克什米尔
联合国和一些國際機構報告了查谟和克什米尔的侵犯人权行为，人权观察指出印度军队经常犯下的其他侵犯人权行为，包括“将强暴作为惩罚和羞辱社群的手段”，一些人权组织也聲稱克什米尔的警察或军队造成了數起失踪事件。1993年1月6日索波雷镇傳出了屠杀事件，时代杂志有相關報導。2008年，一份自由之家的报告确定查谟和克什米尔“部分自由“。
国际特赦组织和人权观察等许多人权组织谴责印度在克什米尔侵犯人权的行为，例如法外处决、強迫失踪和酷刑。

## 性別與性取向權利

### LGBT权利
英國殖民政府時期制定的《印度刑法典》（IPC）第377條禁止所謂"非自然"的性行為，雖然條文沒有明確說明雙方同意的同性性行為算不算在其中，但一般的解釋仍會將其歸類為"非自然"性行為而使同性戀被定罪。2009年7月，德里高等法院判決IPC第377條違反印度憲法第21、14和15條，從而使印度的同性戀合法化。
2013年12月11日，印度最高法院的裁决再次将同性恋定为犯罪。 
2018年9月6日，印度最高法院的五名憲法法官在一项判决中認定同性恋合法，具有里程碑意義。 
2021年6月7日，清奈高等法院裁定，将对任何试图通过医学“治愈”或改變LGBTQIA+社群成員性取向者採取嚴厲行動，並指示教育机构、警方和監獄提高学生與警務人員對此議題的敏感度，确保LGBTQIA+成員不受歧视。

### 新娘買賣
Molki brides（或稱為“paro”）是一种新娘買賣现象，新娘被贫困邦的父母卖给相对富裕邦的丈夫，因为當地的性别比或其他社会劣势使某些富裕邦的男性難以在自己的地區找到伴侶。主要目的地州是哈里亚纳邦、旁遮普邦、拉贾斯坦邦與北方邦西部，主要来源邦是印度东北部（阿萨姆邦）、比哈尔邦、贾坎德邦、奥里萨邦、西孟加拉邦、安得拉邦和泰米尔纳德邦的贫困地区。根据挪威皇家驻德里大使馆赞助的研究，Molki brides的婚姻有四種方式：Molki brides“作为婚姻调解人” 、娶了Molki brides的男人位親友介紹其他Molki brides、婚姻仲介或婦女被強迫（較少見） 。Molki brides在社会中常受到肤色或種族歧视、诽谤和排擠，影響心理健康。Molki brides中被拐卖的案件很少被通報，難以获得正义。

### 穆斯林妇女
印度的穆斯林婦女是主要弱勢群體之一，她們同時因宗教少數和弱勢性別被雙重邊緣，包括外人的刻板印象和男性對古蘭經的解釋。
南亞的穆斯林法與伊斯蘭教法不同。伊斯蘭教法是政教合一的，而印度被英國的世俗化影響而很少執行伊斯蘭教法的規定，且根據現代政治和社會發展進行相應的調整，被称为盎格鲁-穆罕默德法（Anglo-Muhammadan law）。現今印度憲法第14、15條保障性別平等與宗教自由，第25條的保障則涵蓋了穆斯林社群的宗教權利，包含《穆斯林個人法》（Muslim Personal Law）。然而此法對婦女不公平，因此造成爭議。根据《公民权利和政治权利国际公约》 ，人权委员会（HRC）在印度1997年的报告中特別關切了基于宗教的個人法問題。
印度穆斯林婦女因個人法而無法享有某些憲法裡承認的權利。雖然伊斯蘭教法及穆斯林法規定了女性在婚姻的某些最低可享有的權利，像是離婚程序、離婚後三個月內出生的子女撫養費和產權分額等方面，然而這些保障很少，例如離婚後丈夫沒有義務支付離婚前生下的孩子的撫養費；妻子在一夫一妻制方面不受保護，然而丈夫可以依印度刑法避免妻子重婚。而且，伊斯兰社群缺乏教育婦女如何保障她們的個人權利，因此妇女在这些问题上的权利往往得不到实践。 
法律改革由於衛道勢力很難實現。法院在處理個人法與憲法衝突時通常偏向個人法，不贊成將憲法直接引入家庭，但這樣的解釋基本上剝奪了所有印度女性實踐憲法保障的權利。例外是阿米娜案（the case of Amina），法院在此案中直接指出穆斯林個人法對穆斯林婦女的不公是違憲的。
除了家庭之外，穆斯林妇女也经常因为在教育、就业和总体经济地位方面的成就较低而受到歧视。这是因为传统上穆斯林妇女被歧视地排除在公共和私营部门之外。